# صحة (منطق)
الصحة ("السلامة") في المنطق الرياضي وصف للنظام الصوري (الشكلي) الذي أثبتت قواعد الاستدال أن المعادلات صحيحة بالنسبة لمدلولاته. وفي معظم الحالات يرجع ذلك إلى قواعدها التي تتميز بخاصية الحفاظ على الحقيقة، ولكن ليس الحال كذلك عمومًا.

## الحجج
تكون الحجج صحيحة إذا وفقط إذا
1. كانت الحجة صحيحة.
2. جميع عناصرها حقيقية.

على سبيل المثال،
كل إنسان إلى زوال.
سقراط إنسان.
إذن، سقراط إلى زوال.
إن الحجة صحيحة (لأن النتيجة حقيقية اعتمادًا على الفروض، ومن ثم تتبع النتيجة الفروض)، وبما أن الفروض هي فعلاً حقيقية، تكون الحجة سليمة.
الحجة التالية صحيحة لكنها ليست سليمة:
جميع الكائنات ذات الأجنحة تطير.
البطريق له جناحان.
ومن ثم، فإن البطريق يطير.
بما إن الفرض الأول خطأ فعلاً، فإن الحجة، رغم كونها صحيحة، فهي ليست سليمة.

## الأنظمة المنطقية
تعد السلامة بين أهم الخصائص الأساسية للمنطق الرياضي. فخاصية السلامة توفر السبب المبدئي لاعتبار النظام المنطقي مستحبًا. بينما تعني خاصية الاكتمال أن كل شيء صحيح (حقيقة) يمكن إثباتها. وكلاهما معًا قد يعنيان أنه يمكن إثبات جميع الأشياء الصحيحة والأشياء الصحيحة فقط.
إن معظم براهين السلامة براهين تافهة. فعلى سبيل المثال، في نظام البديهيات، يهدف برهان السلامة إلى إثبات صحة البديهيات وأن قواعد الاستدلال تحفظ الشيء الصحيح (أو الخاصية الأضعف، وهي الحقيقة). فمعظم أنظمة البديهيات لديها قاعدة وحيدة لـ قانون الاستلزام (وأحيانًا الإحلال), ومن ثم يلزم فقط إثبات صحة البديهيات وقاعدة استدلال واحدة.
تنقسم خصائص السلامة إلى قسمين أساسيين مختلفين: السلامة الضعيفة والسلامة القوية، والقسم الأول هو شكل مقيد من القسم الثاني.

### السلامة
إن سلامة نظام الاستنباط هي خاصية أن كل جملة يمكن إثباتها في نظام الاستنباط هذا هي جملة حقيقية أيضًا من حيث جميع تفسيرات أو بنيات النظرية الدلالية الخاصة باللغة التي تعتمد عليها تلك النظرية. باستخدام الرموز، إذا كانت S هي نظام الاستنباط وكانت L هي اللغة مع النظرية الدلالية خاصتها، وكانت P هي جملة L: إذا كانت ⊢S P, إذن أيضًا ⊨L P.

### السلامة القوية
إن السلامة القوية لنظام الاستنباط هي خاصية أن كل جملة P في اللغة التي يقوم عليها نظام الاستنباط والتي يمكن اشتقاقها من مجموعة من الجمل Γ في تلك اللغة هي أيضًا قضية شرطية لتلك المجموعة، من حيث إن أي نموذج يجعل جميع أعضاء Γ حقيقيين يجعل أيضًا P حقيقية. باستخدام الرموز عندما تكون Γ مجموعة من جمل L: إذا كانت Γ ⊢S P, فإن أيضًا Γ ⊨L P. لاحظ أنه في بيان السلامة القوية، عندما تكون Γ فارغة، فلدينا بيان لسلامة ضعيفة.

### السلامة الحسابية
إذا كانت T هي نظرية يمكن تفسير عناصرها بأنها أعداد طبيعية, فسنقول إن T سليمة حسابيًا إذا كانت جميع مبرهنات T حقيقية فعلاً من حيث الأعداد الصحيحة الحسابية القياسية. لمزيد من المعلومات انظر نظرية تناسب أوميغا (ω).

## الارتباط بالاكتمال
إن عكس خاصية السلامة هي خاصية الاكتمال. فيكون نظام الاستنباط ذو النظرية الدلالية كاملاً بثبات إذا كانت كل جملة P التي هي قضية شرطية لمجموعة من الجمل Γ يمكن اشتقاقها في نظام الاستنباط من تلك المجموعة. باستخدام الرموز : عندما تكون Γ ⊨ P, فإن أيضًا Γ ⊢ P. إن اكتمال منطق الرتبة الأولى كان أول من وضعها بوضوح هو غودل، رغم أن بعض النتائج الأساسية كانت مذكورة في أعمال سكوليم قبل ذلك.
من الناحية غير الرسمية، تنص مبرهنة السلامة الخاصة بنظام الاستنباط على أن جميع الجمل الممكن إثباتها جمل حقيقية. بينما تنص مبرهنة الاكتمال أن جميع العبارات الحقيقية يمكن إثباتها.
مبرهنة عدم الاكتمال الأولى لغودل تبين أنه بالنسبة للغات التي تكفي لإجراء مقدار معين من العمليات الحسابية، فلن يكون هناك نظام استنباط فعال مكتمل يتعلق بالتفسير المطلوب لرمزية تلك اللغة. ومن ثم، ليست جميع أنظمة الاستنباط مكتملة بهذا المعنى الخاص للاكتمال، حيث تكون فئة من النماذج (حتى التماثل) قاصرة على المعنى المقصود. وينطبق برهان الاكتمال الأصلي على جميع النماذج الكلاسيكية، وليس بعض الفئات الفرعية الصحيحة الخاصة.

## وصلات خارجية
- Validity and Soundness in the Internet Encyclopedia of Philosophy.